# Lord Cranstoun
Lord Cranstoun war ein erblicher britischer Adelstitel in der Peerage of Scotland.

## Verleihung und Erlöschen
Der Titel wurde am 17. November 1609 von König Jakob VI. an den Hauptmann seiner Leibwache, Sir William Cranstoun, verliehen.
Der Titel erlosch beim Tod seines Ur-ur-ur-ur-ur-urenkels, des 11. Lords, am 28. September 1869.

## Liste der Lords Cranstoun (1609)
- William Cranstoun, 1. Lord Cranstoun († 1627)
- John Cranstoun, 2. Lord Cranstoun (1570–um 1648)
- William Cranstoun, 3. Lord Cranstoun († 1664)
- James Cranstoun, 4. Lord Cranstoun († um 1685/88)
- William Cranstoun, 5. Lord Cranstoun († 1727)
- James Cranstoun, 6. Lord Cranstoun († 1773)
- William Cranstoun, 7. Lord Cranstoun (1749–1778)
- James Cranstoun, 8. Lord Cranstoun (1755–1796)
- James Cranstoun, 9. Lord Cranstoun (1780–1818)
- James Cranstoun, 10. Lord Cranstoun (1809–1869)
- Charles Cranstoun, 11. Lord Cranstoun (1813–1869)